# CP Lacertae
Désignations
CP Lacertae (ou Nova Lacertae 1936) est une nova qui survint en 1936 dans la constellation du Lézard. Elle atteignit une magnitude minimale (correspondant à une luminosité maximale) de 2,1. Sa distance, estimée à l'aide de la mesure de sa parallaxe par le satellite Gaia, est d'environ 1 170 pc (∼3 820 al).